# Brotherella pulchroalaris
Brotherella pulchroalaris là một loài rêu trong họ Sematophyllaceae. Loài này được (Broth. & Yasuda) Broth. mô tả khoa học đầu tiên năm 1925.